# Danh sách di sản văn hóa Tây Ban Nha được quan tâm ở tỉnh Girona
Danh sách di sản văn hóa Tây Ban Nha được quan tâm ở Girona (tỉnh).

## Các di sản liên quan đến nhiều thành phố
| Tên                                      | Dạng                             | Địa điểm               | Tọa độ | Số hồ sơ tham khảo? | Ngày nhận danh hiệu? | Hình ảnh                                                        |
| ---------------------------------------- | -------------------------------- | ---------------------- | ------ | ------------------- | -------------------- | --------------------------------------------------------------- |
| Cabo Roig, Vườn bách thảo, Đảo, vân vân. | Địa điểm lịch sử                 | Montrás và Palafrugell |        | RI-54-0000042-00008 | 24-10-1972           | Cabo Roig, Jardín Botánico, las Islas, etc. · Upload image      |
| Costa Brava, khu vực và bờ biển Pein     | Địa điểm lịch sử                 | Varios                 |        | RI-54-0000042       | 15-09-1972           | Costa Brava, sector y costas de Pein · Upload image             |
| Đường hành hương Santiago Compostela     | Lịch sử và nghệ thuật Hành trình | Municipios del Camino  |        | RI-53-0000035-00004 | 05-09-1962           | El Camino de Santiago por la provincia de Gerona · Upload image |

## Di tích theo thành phố

### A

#### Agullana
- Xem: Danh sách di sản văn hóa Tây Ban Nha được quan tâm ở hạt Alt Empordà (tỉnh Girona)

#### Aiguaviva
- Xem: Danh sách di sản văn hóa Tây Ban Nha được quan tâm ở hạt Gironès (tỉnh Girona)

#### Albanyà(Albanyà)
- Xem: Danh sách di sản văn hóa Tây Ban Nha được quan tâm ở hạt Alt Empordà (tỉnh Girona)

#### Albons
- Xem: Danh sách di sản văn hóa Tây Ban Nha được quan tâm ở hạt Baix Empordà (tỉnh Girona)

#### El Far d'Empordà(El Far d'Empordà)
- Xem: Danh sách di sản văn hóa Tây Ban Nha được quan tâm ở hạt Alt Empordà (tỉnh Girona)

#### Alp
- Xem: Danh sách di sản văn hóa Tây Ban Nha được quan tâm ở hạt Cerdanya (tỉnh Girona)

#### Amer
- Xem: Danh sách di sản văn hóa Tây Ban Nha được quan tâm ở hạt Selva (tỉnh Girona)

#### Anglés(Anglès)
- Xem: Danh sách di sản văn hóa Tây Ban Nha được quan tâm ở hạt Selva (tỉnh Girona)

#### Arbucias(Arbúcies)
- Xem: Danh sách di sản văn hóa Tây Ban Nha được quan tâm ở hạt Selva (tỉnh Girona)

#### Argelaguer
- Xem: Danh sách di sản văn hóa Tây Ban Nha được quan tâm ở hạt Garrotxa (tỉnh Girona)

#### Avinyonet de Puigventós(Avinyonet de Puigventós)
- Xem: Danh sách di sản văn hóa Tây Ban Nha được quan tâm ở hạt Alt Empordà (tỉnh Girona)

### B

#### Bagur, Devadurga(Begur)
- Xem: Danh sách di sản văn hóa Tây Ban Nha được quan tâm ở hạt Baix Empordà (tỉnh Girona)

#### Bañolas(Banyoles)
- Xem: Danh sách di sản văn hóa Tây Ban Nha được quan tâm ở hạt Pla de l'Estany (tỉnh Girona)

#### Bàscara(Bàscara)
- Xem: Danh sách di sản văn hóa Tây Ban Nha được quan tâm ở hạt Alt Empordà (tỉnh Girona)

#### Bellcaire(Bellcaire d'Empordà)
- Xem: Danh sách di sản văn hóa Tây Ban Nha được quan tâm ở hạt Baix Empordà (tỉnh Girona)

#### Besalú
- Xem: Danh sách di sản văn hóa Tây Ban Nha được quan tâm ở hạt Garrotxa (tỉnh Girona)

#### Bescanó
- Xem: Danh sách di sản văn hóa Tây Ban Nha được quan tâm ở hạt Gironès (tỉnh Girona)

#### Beuda
- Xem: Danh sách di sản văn hóa Tây Ban Nha được quan tâm ở hạt Garrotxa (tỉnh Girona)

#### Blanes
- Xem: Danh sách di sản văn hóa Tây Ban Nha được quan tâm ở hạt Selva (tỉnh Girona)

#### Bolvir
- Xem: Danh sách di sản văn hóa Tây Ban Nha được quan tâm ở hạt Cerdanya (tỉnh Girona)

#### Bordils
- Xem: Danh sách di sản văn hóa Tây Ban Nha được quan tâm ở hạt Gironès (tỉnh Girona)

#### Borrassà(Borrassà)
- Xem: Danh sách di sản văn hóa Tây Ban Nha được quan tâm ở hạt Alt Empordà (tỉnh Girona)

#### Breda (Gerona)
- Xem: Danh sách di sản văn hóa Tây Ban Nha được quan tâm ở hạt Selva (tỉnh Girona)

#### Bruñola(Brunyola)
- Xem: Danh sách di sản văn hóa Tây Ban Nha được quan tâm ở hạt Selva (tỉnh Girona)

#### Boadella d'Empordà(Boadella i les Escaules)
- Xem: Danh sách di sản văn hóa Tây Ban Nha được quan tâm ở hạt Alt Empordà (tỉnh Girona)

### C

#### Cabanes, Girona(Cabanes)
- Xem: Danh sách di sản văn hóa Tây Ban Nha được quan tâm ở hạt Alt Empordà (tỉnh Girona)

#### Cadaqués
- Xem: Danh sách di sản văn hóa Tây Ban Nha được quan tâm ở hạt Alt Empordà (tỉnh Girona)

#### Caldas de Malavella(Caldes de Malavella)
- Xem: Danh sách di sản văn hóa Tây Ban Nha được quan tâm ở hạt Selva (tỉnh Girona)

#### Calonge
- Xem: Danh sách di sản văn hóa Tây Ban Nha được quan tâm ở hạt Baix Empordà (tỉnh Girona)

#### Camós
- Xem: Danh sách di sản văn hóa Tây Ban Nha được quan tâm ở hạt Pla de l'Estany (tỉnh Girona)

#### Campdevánol(Campdevànol)
- Xem: Danh sách di sản văn hóa Tây Ban Nha được quan tâm ở hạt Ripollès (tỉnh Girona)

#### Campellas(Campelles)
- Xem: Danh sách di sản văn hóa Tây Ban Nha được quan tâm ở hạt Ripollès (tỉnh Girona)

#### Camplloch(Campllong)
- Xem: Danh sách di sản văn hóa Tây Ban Nha được quan tâm ở hạt Gironès (tỉnh Girona)

#### Camprodón(Camprodon)
- Xem: Danh sách di sản văn hóa Tây Ban Nha được quan tâm ở hạt Ripollès (tỉnh Girona)

#### Canet de Adri(Canet d'Adri)
- Xem: Danh sách di sản văn hóa Tây Ban Nha được quan tâm ở hạt Gironès (tỉnh Girona)

#### Cantallops
- Xem: Danh sách di sản văn hóa Tây Ban Nha được quan tâm ở hạt Alt Empordà (tỉnh Girona)

#### Cassá de la Selva(Cassà de la Selva)
- Xem: Danh sách di sản văn hóa Tây Ban Nha được quan tâm ở hạt Gironès (tỉnh Girona)

#### Castellfullit de la Roca(Castellfollit de la Roca)
- Xem: Danh sách di sản văn hóa Tây Ban Nha được quan tâm ở hạt Garrotxa (tỉnh Girona)

#### Castelló d'Empúries(Castelló d'Empúries)
- Xem: Danh sách di sản văn hóa Tây Ban Nha được quan tâm ở hạt Alt Empordà (tỉnh Girona)

#### Castillo de Aro(Castell-Platja d'Aro)
- Xem: Danh sách di sản văn hóa Tây Ban Nha được quan tâm ở hạt Baix Empordà (tỉnh Girona)

#### Celrá(Celrà)
- Xem: Danh sách di sản văn hóa Tây Ban Nha được quan tâm ở hạt Gironès (tỉnh Girona)

#### Cerviá de Ter(Cervià de Ter)
- Xem: Danh sách di sản văn hóa Tây Ban Nha được quan tâm ở hạt Gironès (tỉnh Girona)

#### Cistella
- Xem: Danh sách di sản văn hóa Tây Ban Nha được quan tâm ở hạt Alt Empordà (tỉnh Girona)

#### Siurana(Siurana)
- Xem: Danh sách di sản văn hóa Tây Ban Nha được quan tâm ở hạt Alt Empordà (tỉnh Girona)

#### Colomés(Colomers)
- Xem: Danh sách di sản văn hóa Tây Ban Nha được quan tâm ở hạt Baix Empordà (tỉnh Girona)

#### Cornellá del Terri(Cornellà del Terri)
- Xem: Danh sách di sản văn hóa Tây Ban Nha được quan tâm ở hạt Pla de l'Estany (tỉnh Girona)

#### Corsá(Corçà)
- Xem: Danh sách di sản văn hóa Tây Ban Nha được quan tâm ở hạt Baix Empordà (tỉnh Girona)

#### Cruilles, Monells y San Sadurní(Cruïlles, Monells i Sant Sadurní de l'Heura)
- Xem: Danh sách di sản văn hóa Tây Ban Nha được quan tâm ở hạt Baix Empordà (tỉnh Girona)

### D

#### Darnius
- Xem: Danh sách di sản văn hóa Tây Ban Nha được quan tâm ở hạt Alt Empordà (tỉnh Girona)

#### Das
- Xem: Danh sách di sản văn hóa Tây Ban Nha được quan tâm ở hạt Cerdanya (tỉnh Girona)

### E

#### Espolla
- Xem: Danh sách di sản văn hóa Tây Ban Nha được quan tâm ở hạt Alt Empordà (tỉnh Girona)

#### Esponellá (Gerona)(Esponellà)
- Xem: Danh sách di sản văn hóa Tây Ban Nha được quan tâm ở hạt Pla de l'Estany (tỉnh Girona)

### F

#### Figueres(Figueres)
- Xem: Danh sách di sản văn hóa Tây Ban Nha được quan tâm ở hạt Alt Empordà (tỉnh Girona)

#### Flassá(Flaçà)
- Xem: Danh sách di sản văn hóa Tây Ban Nha được quan tâm ở hạt Gironès (tỉnh Girona)

#### Foixá(Foixà)
- Xem: Danh sách di sản văn hóa Tây Ban Nha được quan tâm ở hạt Baix Empordà (tỉnh Girona)

#### Fontanillas (Gerona)(Fontanilles)
- Xem: Danh sách di sản văn hóa Tây Ban Nha được quan tâm ở hạt Baix Empordà (tỉnh Girona)

#### Fontcuberta(Fontcoberta)
- Xem: Danh sách di sản văn hóa Tây Ban Nha được quan tâm ở hạt Pla de l'Estany (tỉnh Girona)

#### Forallac
- Xem: Danh sách di sản văn hóa Tây Ban Nha được quan tâm ở hạt Baix Empordà (tỉnh Girona)

#### Fornells de la Selva
- Xem: Danh sách di sản văn hóa Tây Ban Nha được quan tâm ở hạt Gironès (tỉnh Girona)

#### Fortià(Fortià)
- Xem: Danh sách di sản văn hóa Tây Ban Nha được quan tâm ở hạt Alt Empordà (tỉnh Girona)

### G

#### Garrigàs(Garrigàs)
- Xem: Danh sách di sản văn hóa Tây Ban Nha được quan tâm ở hạt Alt Empordà (tỉnh Girona)

#### Garriguella
- Xem: Danh sách di sản văn hóa Tây Ban Nha được quan tâm ở hạt Alt Empordà (tỉnh Girona)

#### Gerona(Girona)
- Xem: Danh sách di sản văn hóa Tây Ban Nha được quan tâm ở hạt Gironès (tỉnh Girona)

#### Gombreny(Gombrèn)
- Xem: Danh sách di sản văn hóa Tây Ban Nha được quan tâm ở hạt Ripollès (tỉnh Girona)

#### Gualta
- Xem: Danh sách di sản văn hóa Tây Ban Nha được quan tâm ở hạt Baix Empordà (tỉnh Girona)

### H

#### Hostalrich(Hostalric)
- Xem: Danh sách di sản văn hóa Tây Ban Nha được quan tâm ở hạt Selva (tỉnh Girona)

### J

#### Jafre
- Xem: Danh sách di sản văn hóa Tây Ban Nha được quan tâm ở hạt Baix Empordà (tỉnh Girona)

### L

#### La Bisbal del Ampurdán(La Bisbal d'Empordà)
- Xem: Danh sách di sản văn hóa Tây Ban Nha được quan tâm ở hạt Baix Empordà (tỉnh Girona)

#### L'Escala(L'Escala)
- Xem: Danh sách di sản văn hóa Tây Ban Nha được quan tâm ở hạt Alt Empordà (tỉnh Girona)

#### La Jonquera(La Jonquera)
- Xem: Danh sách di sản văn hóa Tây Ban Nha được quan tâm ở hạt Alt Empordà (tỉnh Girona)

#### La Pera
- Xem: Danh sách di sản văn hóa Tây Ban Nha được quan tâm ở hạt Baix Empordà (tỉnh Girona)

#### La Selva de Mar
- Xem: Danh sách di sản văn hóa Tây Ban Nha được quan tâm ở hạt Alt Empordà (tỉnh Girona)

#### La Tallada(La Tallada d'Empordà)
- Xem: Danh sách di sản văn hóa Tây Ban Nha được quan tâm ở hạt Baix Empordà (tỉnh Girona)

#### Las Llosas(Les Llosses)
- Xem: Danh sách di sản văn hóa Tây Ban Nha được quan tâm ở hạt Ripollès (tỉnh Girona)

#### Las Planas(Les Planes d'Hostoles)
- Xem: Danh sách di sản văn hóa Tây Ban Nha được quan tâm ở hạt Garrotxa (tỉnh Girona)

#### Las Presas(Les Preses)
- Xem: Danh sách di sản văn hóa Tây Ban Nha được quan tâm ở hạt Garrotxa (tỉnh Girona)

#### Lladó
- Xem: Danh sách di sản văn hóa Tây Ban Nha được quan tâm ở hạt Alt Empordà (tỉnh Girona)

#### Llagostera
- Xem: Danh sách di sản văn hóa Tây Ban Nha được quan tâm ở hạt Gironès (tỉnh Girona)

#### Llançà(Llançà)
- Xem: Danh sách di sản văn hóa Tây Ban Nha được quan tâm ở hạt Alt Empordà (tỉnh Girona)

#### Llers
- Xem: Danh sách di sản văn hóa Tây Ban Nha được quan tâm ở hạt Alt Empordà (tỉnh Girona)

#### Llívia(Llívia)
- Xem: Danh sách di sản văn hóa Tây Ban Nha được quan tâm ở hạt Cerdanya (tỉnh Girona)

#### Lloret de Mar
- Xem: Danh sách di sản văn hóa Tây Ban Nha được quan tâm ở hạt Selva (tỉnh Girona)

### M

#### Madremaña(Madremanya)
- Xem: Danh sách di sản văn hóa Tây Ban Nha được quan tâm ở hạt Gironès (tỉnh Girona)

#### Maranges(Meranges)
- Xem: Danh sách di sản văn hóa Tây Ban Nha được quan tâm ở hạt Cerdanya (tỉnh Girona)

#### Masarac(Masarac)
- Xem: Danh sách di sản văn hóa Tây Ban Nha được quan tâm ở hạt Alt Empordà (tỉnh Girona)

#### Maçanet de Cabrenys(Maçanet de Cabrenys)
- Xem: Danh sách di sản văn hóa Tây Ban Nha được quan tâm ở hạt Alt Empordà (tỉnh Girona)

#### Massanet de la Selva(Maçanet de la Selva)
- Xem: Danh sách di sản văn hóa Tây Ban Nha được quan tâm ở hạt Selva (tỉnh Girona)

#### Mayá de Moncal(Maià de Montcal)
- Xem: Danh sách di sản văn hóa Tây Ban Nha được quan tâm ở hạt Garrotxa (tỉnh Girona)

#### Molló
- Xem: Danh sách di sản văn hóa Tây Ban Nha được quan tâm ở hạt Ripollès (tỉnh Girona)

#### Montagut y Oix(Montagut i Oix)
- Xem: Danh sách di sản văn hóa Tây Ban Nha được quan tâm ở hạt Garrotxa (tỉnh Girona)

#### Montrás(Mont-ras)
- Xem: Danh sách di sản văn hóa Tây Ban Nha được quan tâm ở hạt Baix Empordà (tỉnh Girona)

### N

#### Navata
- Xem: Danh sách di sản văn hóa Tây Ban Nha được quan tâm ở hạt Alt Empordà (tỉnh Girona)

### O

#### Ogassa
- Xem: Danh sách di sản văn hóa Tây Ban Nha được quan tâm ở hạt Ripollès (tỉnh Girona)

#### Olot
- Xem: Danh sách di sản văn hóa Tây Ban Nha được quan tâm ở hạt Garrotxa (tỉnh Girona)

#### Ordis
- Xem: Danh sách di sản văn hóa Tây Ban Nha được quan tâm ở hạt Alt Empordà (tỉnh Girona)

#### Osor
- Xem: Danh sách di sản văn hóa Tây Ban Nha được quan tâm ở hạt Selva (tỉnh Girona)

### P

#### Palafrugell
- Xem: Danh sách di sản văn hóa Tây Ban Nha được quan tâm ở hạt Baix Empordà (tỉnh Girona)

#### Palamós
- Xem: Danh sách di sản văn hóa Tây Ban Nha được quan tâm ở hạt Baix Empordà (tỉnh Girona)

#### Palau de Santa Eulàlia(Palau de Santa Eulàlia)
- Xem: Danh sách di sản văn hóa Tây Ban Nha được quan tâm ở hạt Alt Empordà (tỉnh Girona)

#### Palau-saverdera(Palau-saverdera)
- Xem: Danh sách di sản văn hóa Tây Ban Nha được quan tâm ở hạt Alt Empordà (tỉnh Girona)

#### Palau-sator
- Xem: Danh sách di sản văn hóa Tây Ban Nha được quan tâm ở hạt Baix Empordà (tỉnh Girona)

#### Palol de Rebardit(Palol de Revardit)
- Xem: Danh sách di sản văn hóa Tây Ban Nha được quan tâm ở hạt Pla de l'Estany (tỉnh Girona)

#### Pals
- Xem: Danh sách di sản văn hóa Tây Ban Nha được quan tâm ở hạt Baix Empordà (tỉnh Girona)

#### Pardinas(Pardines)
- Xem: Danh sách di sản văn hóa Tây Ban Nha được quan tâm ở hạt Ripollès (tỉnh Girona)

#### Parlabá(Parlavà)
- Xem: Danh sách di sản văn hóa Tây Ban Nha được quan tâm ở hạt Baix Empordà (tỉnh Girona)

#### Pau, Girona
- Xem: Danh sách di sản văn hóa Tây Ban Nha được quan tâm ở hạt Alt Empordà (tỉnh Girona)

#### Pedret i Marzà(Pedret i Marzà)
- Xem: Danh sách di sản văn hóa Tây Ban Nha được quan tâm ở hạt Alt Empordà (tỉnh Girona)

#### Peralada(Peralada)
- Xem: Danh sách di sản văn hóa Tây Ban Nha được quan tâm ở hạt Alt Empordà (tỉnh Girona)

#### Pont de Molins
- Xem: Danh sách di sản văn hóa Tây Ban Nha được quan tâm ở hạt Alt Empordà (tỉnh Girona)

#### Pontós
- Xem: Danh sách di sản văn hóa Tây Ban Nha được quan tâm ở hạt Alt Empordà (tỉnh Girona)

#### Porqueras(Porqueres)
- Xem: Danh sách di sản văn hóa Tây Ban Nha được quan tâm ở hạt Pla de l'Estany (tỉnh Girona)

#### El Port de la Selva(El Port de la Selva)
- Xem: Danh sách di sản văn hóa Tây Ban Nha được quan tâm ở hạt Alt Empordà (tỉnh Girona)

#### Puigcerdá(Puigcerdà)
- Xem: Danh sách di sản văn hóa Tây Ban Nha được quan tâm ở hạt Cerdanya (tỉnh Girona)

### Q

#### Quart
- Xem: Danh sách di sản văn hóa Tây Ban Nha được quan tâm ở hạt Gironès (tỉnh Girona)

### R

#### Rabós
- Xem: Danh sách di sản văn hóa Tây Ban Nha được quan tâm ở hạt Alt Empordà (tỉnh Girona)

#### Regencós
- Xem: Danh sách di sản văn hóa Tây Ban Nha được quan tâm ở hạt Baix Empordà (tỉnh Girona)

#### Ribas de Freser(Ribes de Freser)
- Xem: Danh sách di sản văn hóa Tây Ban Nha được quan tâm ở hạt Ripollès (tỉnh Girona)

#### Riells(Riells i Viabrea)
- Xem: Danh sách di sản văn hóa Tây Ban Nha được quan tâm ở hạt Selva (tỉnh Girona)

#### Ripoll
- Xem: Danh sách di sản văn hóa Tây Ban Nha được quan tâm ở hạt Ripollès (tỉnh Girona)

#### Riudarenas(Riudarenes)
- Xem: Danh sách di sản văn hóa Tây Ban Nha được quan tâm ở hạt Selva (tỉnh Girona)

#### Riudaura
- Xem: Danh sách di sản văn hóa Tây Ban Nha được quan tâm ở hạt Garrotxa (tỉnh Girona)

#### Riudellots de la Selva
- Xem: Danh sách di sản văn hóa Tây Ban Nha được quan tâm ở hạt Selva (tỉnh Girona)

#### Roses, Girona(Roses)
- Xem: Danh sách di sản văn hóa Tây Ban Nha được quan tâm ở hạt Alt Empordà (tỉnh Girona)

#### Rupiá(Rupià)
- Xem: Danh sách di sản văn hóa Tây Ban Nha được quan tâm ở hạt Baix Empordà (tỉnh Girona)

### S

#### Sales de Llierca
- Xem: Danh sách di sản văn hóa Tây Ban Nha được quan tâm ở hạt Garrotxa (tỉnh Girona)

#### Salt
- Xem: Danh sách di sản văn hóa Tây Ban Nha được quan tâm ở hạt Gironès (tỉnh Girona)

#### Sant Aniol de Finestrás(Sant Aniol de Finestres)
- Xem: Danh sách di sản văn hóa Tây Ban Nha được quan tâm ở hạt Garrotxa (tỉnh Girona)

#### San Cristóbal de Tosas(Toses)
- Xem: Danh sách di sản văn hóa Tây Ban Nha được quan tâm ở hạt Ripollès (tỉnh Girona)

#### San Felíu de Buxalleu(Sant Feliu de Buixalleu)
- Xem: Danh sách di sản văn hóa Tây Ban Nha được quan tâm ở hạt Selva (tỉnh Girona)

#### San Feliu de Guíxols(Sant Feliu de Guíxols)
- Xem: Danh sách di sản văn hóa Tây Ban Nha được quan tâm ở hạt Baix Empordà (tỉnh Girona)

#### San Feliu de Pallarols(Sant Feliu de Pallerols)
- Xem: Danh sách di sản văn hóa Tây Ban Nha được quan tâm ở hạt Garrotxa (tỉnh Girona)

#### San Ferreol(Sant Ferriol)
- Xem: Danh sách di sản văn hóa Tây Ban Nha được quan tâm ở hạt Garrotxa (tỉnh Girona)

#### San Gregorio (Gerona)(Sant Gregori)
- Xem: Danh sách di sản văn hóa Tây Ban Nha được quan tâm ở hạt Gironès (tỉnh Girona)

#### San Hilario Sacalm(Sant Hilari Sacalm)
- Xem: Danh sách di sản văn hóa Tây Ban Nha được quan tâm ở hạt Selva (tỉnh Girona)

#### San Jaime de Llierca(Sant Jaume de Llierca)
- Xem: Danh sách di sản văn hóa Tây Ban Nha được quan tâm ở hạt Garrotxa (tỉnh Girona)

#### San Jordi Desvalls(Sant Jordi Desvalls)
- Xem: Danh sách di sản văn hóa Tây Ban Nha được quan tâm ở hạt Gironès (tỉnh Girona)

#### San Juan de las Abadesas(Sant Joan de les Abadesses)
- Xem: Danh sách di sản văn hóa Tây Ban Nha được quan tâm ở hạt Ripollès (tỉnh Girona)

#### San Juan les Fonts(Sant Joan les Fonts)
- Xem: Danh sách di sản văn hóa Tây Ban Nha được quan tâm ở hạt Garrotxa (tỉnh Girona)

#### San Julián de Ramis(Sant Julià de Ramis)
- Xem: Danh sách di sản văn hóa Tây Ban Nha được quan tâm ở hạt Gironès (tỉnh Girona)

#### Sant Llorenç de la Muga(Sant Llorenç de la Muga)
- Xem: Danh sách di sản văn hóa Tây Ban Nha được quan tâm ở hạt Alt Empordà (tỉnh Girona)

#### San Martín de Liémana(Sant Martí de Llémena)
- Xem: Danh sách di sản văn hóa Tây Ban Nha được quan tâm ở hạt Gironès (tỉnh Girona)

#### San Miguel de Campmajor(Sant Miquel de Campmajor)
- Xem: Danh sách di sản văn hóa Tây Ban Nha được quan tâm ở hạt Pla de l'Estany (tỉnh Girona)

#### Sant Miquel de Fluvià(Sant Miquel de Fluvià)
- Xem: Danh sách di sản văn hóa Tây Ban Nha được quan tâm ở hạt Alt Empordà (tỉnh Girona)

#### Sant Mori(Sant Mori)
- Xem: Danh sách di sản văn hóa Tây Ban Nha được quan tâm ở hạt Alt Empordà (tỉnh Girona)

#### Sant Pere Pescador(Sant Pere Pescador)
- Xem: Danh sách di sản văn hóa Tây Ban Nha được quan tâm ở hạt Alt Empordà (tỉnh Girona)

#### Santa Coloma de Farnés(Santa Coloma de Farners)
- Xem: Danh sách di sản văn hóa Tây Ban Nha được quan tâm ở hạt Selva (tỉnh Girona)

#### Santa Cristina de Aro(Santa Cristina d'Aro)
- Xem: Danh sách di sản văn hóa Tây Ban Nha được quan tâm ở hạt Baix Empordà (tỉnh Girona)

#### Santa Pau
- Xem: Danh sách di sản văn hóa Tây Ban Nha được quan tâm ở hạt Garrotxa (tỉnh Girona)

#### Saus, Camallera i Llampaies
- Xem: Danh sách di sản văn hóa Tây Ban Nha được quan tâm ở hạt Alt Empordà (tỉnh Girona)

#### Seriñá(Serinyà)
- Xem: Danh sách di sản văn hóa Tây Ban Nha được quan tâm ở hạt Pla de l'Estany (tỉnh Girona)

#### Serra de Daró
- Xem: Danh sách di sản văn hóa Tây Ban Nha được quan tâm ở hạt Baix Empordà (tỉnh Girona)

#### Susqueda
- Xem: Danh sách di sản văn hóa Tây Ban Nha được quan tâm ở hạt Selva (tỉnh Girona)

### T

#### Terrades(Terrades)
- Xem: Danh sách di sản văn hóa Tây Ban Nha được quan tâm ở hạt Alt Empordà (tỉnh Girona)

#### Torrent (Gerona)
- Xem: Danh sách di sản văn hóa Tây Ban Nha được quan tâm ở hạt Baix Empordà (tỉnh Girona)

#### Torroella de Fluvià(Torroella de Fluvià)
- Xem: Danh sách di sản văn hóa Tây Ban Nha được quan tâm ở hạt Alt Empordà (tỉnh Girona)

#### Torroella de Montgrí
- Xem: Danh sách di sản văn hóa Tây Ban Nha được quan tâm ở hạt Baix Empordà (tỉnh Girona)

#### Tortellá(Tortellà)
- Xem: Danh sách di sản văn hóa Tây Ban Nha được quan tâm ở hạt Garrotxa (tỉnh Girona)

#### Tosa de Mar
- Xem: Danh sách di sản văn hóa Tây Ban Nha được quan tâm ở hạt Selva (tỉnh Girona)

### U

#### Ullastret
- Xem: Danh sách di sản văn hóa Tây Ban Nha được quan tâm ở hạt Baix Empordà (tỉnh Girona)

#### Ultramort
- Xem: Danh sách di sản văn hóa Tây Ban Nha được quan tâm ở hạt Baix Empordà (tỉnh Girona)

#### Urús
- Xem: Danh sách di sản văn hóa Tây Ban Nha được quan tâm ở hạt Cerdanya (tỉnh Girona)

### V

#### Vall de Bas(La Vall d'en Bas)
- Xem: Danh sách di sản văn hóa Tây Ban Nha được quan tâm ở hạt Garrotxa (tỉnh Girona)

#### Vall de Vianya(La Vall de Bianya)
- Xem: Danh sách di sản văn hóa Tây Ban Nha được quan tâm ở hạt Garrotxa (tỉnh Girona)

#### Vallfogona(Vallfogona de Ripollès)
- Xem: Danh sách di sản văn hóa Tây Ban Nha được quan tâm ở hạt Ripollès (tỉnh Girona)

#### Ventalló
- Xem: Danh sách di sản văn hóa Tây Ban Nha được quan tâm ở hạt Alt Empordà (tỉnh Girona)

#### Verges (España)
- Xem: Danh sách di sản văn hóa Tây Ban Nha được quan tâm ở hạt Baix Empordà (tỉnh Girona)

#### Vidreras(Vidreres)
- Xem: Danh sách di sản văn hóa Tây Ban Nha được quan tâm ở hạt Selva (tỉnh Girona)

#### Vilabertran(Vilabertran)
- Xem: Danh sách di sản văn hóa Tây Ban Nha được quan tâm ở hạt Alt Empordà (tỉnh Girona)

#### Vilablareix
- Xem: Danh sách di sản văn hóa Tây Ban Nha được quan tâm ở hạt Gironès (tỉnh Girona)

#### Viladamat
- Xem: Danh sách di sản văn hóa Tây Ban Nha được quan tâm ở hạt Alt Empordà (tỉnh Girona)

#### Viladasens
- Xem: Danh sách di sản văn hóa Tây Ban Nha được quan tâm ở hạt Gironès (tỉnh Girona)

#### Vilademuls
- Xem: Danh sách di sản văn hóa Tây Ban Nha được quan tâm ở hạt Pla de l'Estany (tỉnh Girona)

#### Viladrau
- Xem: Danh sách di sản văn hóa Tây Ban Nha được quan tâm ở hạt Osona (tỉnh Girona)

#### Vilafant
- Xem: Danh sách di sản văn hóa Tây Ban Nha được quan tâm ở hạt Alt Empordà (tỉnh Girona)

#### Vilaür(Vilaür)
- Xem: Danh sách di sản văn hóa Tây Ban Nha được quan tâm ở hạt Alt Empordà (tỉnh Girona)

#### Vilajuïga
- Xem: Danh sách di sản văn hóa Tây Ban Nha được quan tâm ở hạt Alt Empordà (tỉnh Girona)

#### Vilallonga de Ter
- Xem: Danh sách di sản văn hóa Tây Ban Nha được quan tâm ở hạt Ripollès (tỉnh Girona)

#### Vilamacolum
- Xem: Danh sách di sản văn hóa Tây Ban Nha được quan tâm ở hạt Alt Empordà (tỉnh Girona)

#### Vilamalla
- Xem: Danh sách di sản văn hóa Tây Ban Nha được quan tâm ở hạt Alt Empordà (tỉnh Girona)

#### Vilamaniscle
- Xem: Danh sách di sản văn hóa Tây Ban Nha được quan tâm ở hạt Alt Empordà (tỉnh Girona)

#### Vilanant
- Xem: Danh sách di sản văn hóa Tây Ban Nha được quan tâm ở hạt Alt Empordà (tỉnh Girona)

#### Vila-sacra(Vila-sacra)
- Xem: Danh sách di sản văn hóa Tây Ban Nha được quan tâm ở hạt Alt Empordà (tỉnh Girona)

#### Vilopriu
- Xem: Danh sách di sản văn hóa Tây Ban Nha được quan tâm ở hạt Baix Empordà (tỉnh Girona)

#### Viloví de Oñar(Vilobí d'Onyar)
- Xem: Danh sách di sản văn hóa Tây Ban Nha được quan tâm ở hạt Selva (tỉnh Girona)

#### Biure(Biure)
- Xem: Danh sách di sản văn hóa Tây Ban Nha được quan tâm ở hạt Alt Empordà (tỉnh Girona)